# Балобаново (Вологодская область)
Балобаново — деревня в Вологодском районе Вологодской области.
Входит в состав Новленского сельского поселения (с 1 января 2006 года по 8 апреля 2009 года входила в Вотчинское сельское поселение), с точки зрения административно-территориального деления — в Вотчинский сельсовет.
Расстояние до районного центра Вологды по автодороге — 77 км, до центра муниципального образования Новленского по прямой — 11 км. Ближайшие населённые пункты — Севастьяново, Вотча, Осиновка, Халезево, Шадрино, Максимищево.
По переписи 2002 года население — 36 человек (15 мужчин, 21 женщина). Всё население — русские.